# Unternehmenswachstum
Unter Unternehmenswachstum versteht man in der Betriebswirtschaftslehre die nachhaltige Steigerung der Betriebsgröße eines Unternehmens in quantitativer oder auch qualitativer Hinsicht. 

## Allgemeines
Im Kern der für den Wachstumsprozess relevanten Entscheidungen steht dabei die Abwägung über Erweiterungsinvestitionen bei Produktionsfaktoren zur Mehrung des Unternehmenswerts. Diese Ressourcen können physischer (z. B. Sachanlagevermögen) sowie nicht-physischer Natur (z. B. immaterielles Vermögen, Human Resources, Wissensausbau und Wissenstransfer) sein. Hierin liegt für die gängigen Theorien der Unternehmensführung – insbesondere die Theorien der wertorientierten Unternehmensführung – das dominante Motiv unternehmerischen Handelns überhaupt. Betriebswirtschaftliche Kennzahl zur Messung des Unternehmenswachstums ist die Wachstumsrate, der die Umsatzerlöse zugrunde gelegt werden.

## Arten
Zu unterscheiden ist zwischen dem internen (organisches Wachstum) und externen (anorganisches Wachstum) Unternehmenswachstum. Das interne vollzieht sich aus eigener Kraft durch Erweiterungsinvestitionen und damit einhergehender Vergrößerung der Kapazität und Betriebsgröße, das externe durch Unternehmenskäufe oder Fusionen. Die Unternehmensführung muss für beide eine Wachstumsstrategie konzipieren, wobei sie bei hohem Marktpotenzial auf das interne, bei Marktsättigung eher auf externes Unternehmenswachstum setzen sollte, da auf Verdrängungsmärkten organisches Wachstum oft kaum noch zu erreichen ist.
Weiterhin kann eine Unterscheidung zwischen qualitativem und quantitativem Wachstum erfolgen. Von qualitativem Wachstum wird gesprochen, wenn sich das Unternehmen im Hinblick auf seine „Leistungsfähigkeit“ verbessert hat, sich also an Kriterien orientiert, welche nicht ohne Weiteres quantifiziert, sondern nur subjektiv beurteilt werden können. Qualitatives Wachstum ergänzt sich jedoch wechselseitig mit quantitativem Wachstum: Das Unternehmen muss beispielsweise die Fähigkeiten seiner Mitarbeiter optimieren, um mengenmäßiges Wachstum zu ermöglichen. Gleichzeitig erhöhen sich dadurch die Fähigkeiten der Mitarbeiter bei steigender Ausbringungsmenge (Effekt der Erfahrungskurve). Quantitatives Wachstum entspricht der Zunahme des investierten Vermögens am Ende und zu Beginn einer betrachteten Periode, gemessen entweder als absolute (Wachstum) oder relative (Wachstumsrate) Differenzgröße. Das quantitative Wachstum kann weiterhin nach Mengengrößen und Wertgrößen unterschieden werden.
Kriterien für ein nachhaltiges Wachstum sind u. a. Stetigkeit, solide Finanzierung, qualifizierte Ressourcen und Ressourcenschonung.
Unternehmenswachstum ist zu unterscheiden von dem durch die Finanzmärkte getriebenen Anstieg der Marktkapitalisierung.

## Operationalisierung und Messung
Traditionelle Messgrößen des Unternehmenswachstums waren bei Nichtbanken die Umsatzerlöse oder die Bilanzsumme, bei Kreditinstituten das Geschäftsvolumen, bei Versicherungen das Aufkommen an Versicherungsprämien.
Weitere häufig in der Literatur anzutreffende Operationalisierungskriterien für Wachstum und ihnen zugehörige Messgrößen sind
- Einsatz der Produktionsfaktoren während der Perioden (z. B. Anzahl der Beschäftigten, Verbrauch an Rohstoffen, Abschreibungen);
- Kapitaleinsatz (Eigenkapital, Fremdkapital, betriebsnotwendiges Kapital),
- Kapazität (maximal mögliches Produktionsvolumen);
- Leistung (Produktionsmenge, Absatzmenge, Umsatz, Wertschöpfung);
- Unternehmenserfolg (Gewinn, Marktkapitalisierung, Kapitalwert, Ertragswert).[1]

Basierend auf der Definition der Unternehmensgröße als „Höhe des investierten Vermögens“ wird das Wachstum eines Unternehmens heute meist als Zunahme des investierten Vermögens infolge von Nettoinvestitionen in bestehende oder neue Ressourcen oder Ressourcenkombinationen definiert. Unternehmenswachstum liegt folglich dann vor, wenn ein Unternehmen in neue Ressourcen (Vermögen, Mitarbeiter, Geschäftsmodelle usw.) mehr investiert als Ressourcen abgeschrieben worden sind. Nicht alle Ressourcen, die für das Wachstum erforderlich sind, können anhand von Preisen quantifiziert werden (Humankapital, Patente, Reputation).
Die Ermittlung des Wachstums des Kapitalstocks bezogen auf eine bestimmte Periode kann anhand zweier Differenzgrößen erfolgen: Zum einen lässt sich das Unternehmenswachstum als absolute Differenzgröße des investierten Vermögens zu Beginn und zum Ende einer betrachteten Periode bestimmen (absolutes Unternehmenswachstum). Zum anderen kann das Unternehmenswachstum in Relation zur Unternehmensgröße zu Beginn und zum Ende einer Periode betrachtet werden (relatives Unternehmenswachstum). Dazu dienen die von Alfred Rappaport entwickelte Kapitalwertrechnung, eine Weiterentwicklung der klassischen Investitionsrechnung, und die von Merton  Miller und Franco Modigliani entwickelten Bewertungssansätze.
Im Rahmen der wertorientierten Unternehmensführung ist das Ziel immer häufiger nicht mehr das Wachstum des Kapitalstocks, sondern die Marktkapitalisierung, d. h. die Steigerung des Börsenwerts eines Unternehmens.

## Theorien des Unternehmenswachstums
Das Wachstumsphänomen zeigt sich als ausgesprochen interdisziplinäres Forschungsfeld: Unter anderem wird der Themenkomplex von der Ökonomie, der Soziologie, der Wirtschaftspsychologie sowie der Organisations- und Entscheidungstheorie analysiert.
Die große Bandbreite wachstumstheoretischer Ansätze in der Ökonomie und der daraus abgeleiteten recht heterogenen Managementansätze sorgt auch heute für eine Unschärfe in der Definition des Unternehmenswachstumsbegriffs. Im Folgenden wird ein Überblick über die verschiedenen Zugänge gegeben.
In der Ökonomie gelten Wachstumstheorien als wichtige Elemente einer modernen Theorie der Unternehmung. Ihr Fundament bildet das neoklassische Modell mit der Unterstellung eines vollständigen Wettbewerbs. Es sieht das Unternehmenswachstum als eine Bewegung hin zur optimalen Unternehmensgröße im Minimum der langfristigen Durchschnittskosten. Die hieraus hervorgegangenen Theorien ergänzen die von der Neoklassik definierte Produktionsfunktion. Der entsprechende Verlauf der Produktionsfunktion beruht auf der Annahme weitgehender Substituierbarkeit sämtlicher Produktionsfaktoren. Substitutionalität stellt jedoch für die industrielle Produktion eher den Ausnahmefall dar; hier herrschen vielmehr weitgehend limitationale Zusammenhange vor. Auch entstehen Kosten für wachstumsrelevante Potenzialfaktoren (z. B. Löhne für gerade nicht benötigte Spezialisten oder Kosten für Forschung), die nicht in das Produkt eingehen.
Die handlungsorientierten betriebswirtschaftlichen Theorien sehen in Unternehmenswachstum vor allem eine Gestaltungsaufgabe des Managements. Unternehmenswachstum oder das Erreichen einer optimalen Betriebsgröße ist jedoch nicht das Ziel des dispositiven Handelns, sondern eine Folge. Vier Sichtweisen auf Prozesse des Unternehmenswachstums sind prägend: Die mikroökonomische Sichtweise, die das Problem der Optimierung der Transaktionskosten hervorhebt, vertreten durch unter anderem Ronald Coase (1937) und Oliver E. Williamson (1975), die ressourcenbasierte Theorie von Edith Penrose (1959), die evolutionsökonomische Sichtweise von Richard R. Nelson und Sidney G. Winter (1982) sowie der Corporate-Strategy-Ansatz von Alfred D. Chandler, Jr. (1962), Harry Igor Ansoff (1965) und anderen. Aus der Perspektive der Theorie des organisatorischen Lernens wird von Larry E. Greiner (1972) die Frage aufgeworfen, wie rasches ökonomisches Unternehmenswachstum organisatorisch bewältigt werden kann. Ergänzend hierzu werden auch evolutionsbiologische Theorien diskutiert, welche Unternehmen analog zu organischen Systemen betrachten. Diese werden jedoch als zu deskriptiv und oberflächlich kritisiert. Es existiert bis heute keine schlüssige und konsistente Gesamttheorie hinsichtlich Entstehung, Motivation und Prozess des Unternehmenswachstums.
Im Folgenden werden einige der in der Literatur häufiger diskutierten Theorien mit ihren Kernaussagen zum Unternehmenswachstum und seinen Treibern skizziert.
- Bücher (1910): Gesetz der Massenproduktion: Eine Verbesserung von Produktionsverfahren rentiert sich ab bestimmten Unternehmensmindestgrößen. Bei konstanten variablen Stückkosten sinken die Gesamtstückkosten hyperbolisch.[4]
- Clark (1917): Nachfrageinduzierte Akzeleration. Unternehmen wachsen als Ergebnis nachfrageorientierter Investitionsentscheidungen.[5]
- Gibrat (1931): Gesetz der Normalverteilung der Unternehmensgrößen. Die Unternehmensgrößen sind anfänglich normalverteilt, die Wachstumsraten sind unabhängig von Größe und vergangenen Wachstum. Daraus entsteht mit der Zeit eine log-normale Verteilung der Unternehmensgrößen.[6]
- Coase (1937), Williamson (1975): Mikroökonomische Sichtweise. Betrachtung von Unternehmen als Produktionsfunktion, die durch Handeln des Managements (bzw. des Entrepreneurs) auf Basis einer optimierten Ressourcenallokation die optimale Unternehmensgröße erreicht. Durch Gründung und Wachstum eines Unternehmens ist es möglich, mehr Leistungen intern zu erstellen und die im einfachen neoklassischen Modell fehlenden Transaktionskosten, also Kosten, die mit dem Bezug von Vorleistungen über den Markt verbunden sind, zu vermeiden.[7] Allerdings wird das Größenwachstum durch den Anstieg der internen Verwaltungs- und Organisationskosten begrenzt.[8]
- Lohmann (1949), Ruchti (1953): Lohmann-Ruchti-Effekt. Verbrauchsbedingte Abschreibungen sind die wichtigste Reinvestitionsquelle für Neuinvestitionen (Unternehmenswachstum).[9]
- Haire (1959): Biologisches Wachstumsmodell. Es gibt feste Zusammenhänge zwischen Größe, Form und Funktion von Unternehmen ebenso wie bei Lebewesen. Mit dem Unternehmenswachstum steigt die Kontrollspanne (Zahl der Untergebenen) der Vorgesetzten auf jeder Ebene; die sog. „organischen“ Kapazitäten wachsen schneller als die produktiven.[10]
- Leibenstein (1960): Wachstum durch Erfahrung. Wachstum bedeutet Annäherung an die optimale Betriebsgröße im Zuge des Erfahrungsprozesses.[11]
- Chandler (1962): Corporate Strategy and Structure. Erfolgreiche (wachsende) Unternehmen richten ihre Organisation an Produkt und Markt aus. Die Fortentwicklung der Organisation, insbesondere durch die Einführung von Divisionen, welchen Bereichsleiter vorstehen, eröffnet die Möglichkeit zur erfolgreichen Diversifizierung und Marktausweitung.[12]

Seit den 1960er Jahren nehmen die Bedeutung der Ermittlung einer optimalen Unternehmensgröße und -struktur, also der Planung des Wachstums, im Vergleich zu ressourcenorientierten und entscheidungsorientierten, später auch zu evolutionären Ansätzen ab. Wegbereiterin dieser Ansätze war Edith Penrose.
- Penrose (1959): Ressourcenbasierte Sichtweise. Das Unternehmen ist ein Bündel von Ressourcen. Diese Ressourcenbündel können materieller, aber auch immaterieller Art sein. Letzteres bezeichnet das Wissen über die Nutzung eines Gutes, also geistige Güter. Aufgabe des Managements ist es, diese Ressourcenbündel durch Planung und Organisation auf beste Weise zu nutzen. Die Entscheidungen über Ressourcen determinieren das Wachstum. Managementwissen nimmt durch Wachstum zu und umgekehrt.[13]
- Alchian (1964): Überlebenstheorie der Firma. Unternehmen müssen Gewinne erwirtschaften, um zu überleben und zu wachsen, jedoch ist letztes Ziel insbesondere bei Unsicherheit nicht die Gewinnmaximierung, sondern das Überleben. Unternehmen imitieren mangels vollständiger Information oft erfolgreiche Innovationen.[14]
- Ansoff (1965): Portfolio. Der Unternehmenserfolg ist abhängig von einem optimal diversifizierten Unternehmensportfolio, basierend auf den Variablen verfügbare Ressourcen und Attraktivität des Marktes.[15]
- Heinen (1966), Brändle (1970), Kalveram (1977): Zieldynamik als Anpassungsprozess. Betriebswirtschaftliche Ziele sind Ergebnis eines dauerhaften Prozesses der Anpassung an Veränderungen inner- und außerbetrieblicher Daten („Zielwachstum“). Dafür muss die Kostenfunktion in genauer zu betrachtende Einzelzusammenhänge zerlegt werden.[16]
- Greiner (1972): Phasenmodell. Das ökonomische Wachstum junger Organisationen vollzieht sich in definierten Phasen, an deren Ende jeweils eine Krise steht, die durch einen organisatorischen Sprung gelöst werden muss. Das organisatorische Wachstum ist langsamer als das ökonomische Wachstum.[17]
- Jovanovic (1982): Lerntheoretisch basiertes Effizienzmodell. Das Wachstum hängt ab von der unternehmerischen (nicht unbedingt von der Banchen-)Erfahrung des Gründers. Nur effiziente Unternehmen wachsen und überleben. Der Unternehmer weiß aber bei der ersten Gründung nicht, wie effizient er ist. Insbesondere bei Wiederholung einer Gründung („renascant entrepreneurs“) – egal ob erfolgreich oder erfolglos – wächst das neue Unternehmen schneller als das alte. Kleine und jüngere Unternehmen haben eine höhere Wachstumsrate. Die Wachstumsrate nimmt mit zunehmender Betriebsgröße ab. Die Wahrscheinlichkeit des Ausscheidens kleiner Unternehmen aus dem Markt ist hoch, aber auch die Wahrscheinlichkeit ihres schnelleren Wachstums ist höher als bei größeren Unternehmen.[18]
- Nelson & Winter (1982): Evolutionäre Sichtweise. Wachstum ist das Ergebnis der Interaktion von Routinen und Wissen einer Unternehmung. Die Grenzen des Wachstums werden nicht durch Ressourcenknappheit, sondern durch Routinen und der daraus resultierenden Abneigung gegen Wandel determiniert.[19]
- Chandler (1990): Investitionsstrategie. Effiziente Investitionen in Produktionsanlagen, Marketing und Vertrieb sowie der Ausbau der Aufbauorganisation in marktnahmen Divisions ermöglichen die profitable Umsetzung von Wachstum.[20]
- Winter (2003, 2005): Wachstum durch Metafähigkeiten: Die Fähigkeit sich anzupassen und zu wachsen ist eine Meta-ability (-Fähigkeit), durch welche die internen und externen abilities und capacities immer wieder integriert und neu konfiguriert werden (siehe auch Dynamische Fähigkeiten von Unternehmen). Dadurch wachsen allerdings die Transaktionskosten.
- Nach 2002–2011 durchgeführten Untersuchungen der Unternehmensberatung A. T. Kearney in über 3500 jungen börsennotierten Unternehmen liegt eine optimale Wachstumsrate des Umsatzes, bei der sowohl Profitabilität als auch Unternehmenswert steigen, bei 15 bis 20 Prozent. Schnelleres Wachstum schädigt die Rendite durch überproportional wachsende Rekrutierungs- usw. Kosten, ein geringeres Wachstum schmälert die Zuwachsrate des Unternehmenswerts. Diese „optimale“ Rate wird jedoch nur von 4 Prozent der untersuchten Unternehmen erreicht, und nur 3 Prozent wachsen noch schneller.[21]

## Notwendigkeit von Unternehmenswachstum
Aufgrund des mit der fortschreitenden Globalisierung und der weltweiten Marktliberalisierung einhergehenden (Hyper-)Verdrängungswettbewerbs erscheint die Vorstellung, Unternehmen könnten nach Erreichung einer bestimmten Unternehmensgröße ihr Wachstum einstellen, als unrealistisch. So wird unterstellt, dass außer für lokale und Nischenproduzenten für Unternehmen im Normalfall der „Wachstumsimperativ“ gilt: Sie müssen wachsen, und zwar nicht nur quantitativ, sondern auch qualitativ. Profitables Wachstum in den Dimensionen Effektivität und Effizienz ist das wichtigste Ziel des Managements, denn es ist sowohl Indikator für die gegenwärtige Leistungsstärke eines Unternehmens als auch der Ausgangspunkt für seinen künftigen Erfolg.
In der Fachliteratur wird der „Zwang zum Wachstum“ vor allem durch folgende ökonomische Imperative definiert.
- Forderung nach Wertsteigerung: Die Potenziale zur Kostensenkung erschöpfen sich ab einem gewissen Reifegrad des Unternehmens durch sinkende Effizienz in der Ressourcenallokation, wodurch steigende Cashflows nur mehr durch Umsatzwachstum zu erreichen sind.
- Economies of Scale: Skaleneffekte und die aus diesen resultierenden Vorteile werden für Unternehmen lediglich bei hinreichender Unternehmensgröße kapitalisierungsfähig. Dies ist vor allem dann der Fall, wenn Unternehmen große Losgrößen produzieren.
- Steigender Druck auf Gewinnspanne: In zunehmend saturierten Märkten sinken die zu erzielenden Margen durch steigende Wettbewerbsintensität. Unternehmen, die in gesättigten Märkten operieren und in ihrer Effizienz bereits weit fortgeschritten sind, erzielen Gewinnsteigerungen vor allem über Umsatzwachstum durch Verdrängungswettbewerb.
- Verhinderung feindlicher Übernahmen, die durch eine Unternehmenswertsteigerung verteuert wird.
- Steigerung der Attraktivität zum Zwecke der Talentakquisition: Die zunehmend innovationsorientierten Ökonomien unterliegen dem Zwang zum Wandel hin zu Wissensgesellschaften. Gleichzeitig entwickelt sich die Demographie der Bevölkerung aufgrund von Geburtenarmut zunehmend unvorteilhaft, wodurch Unternehmen im Wettbewerb um die besten Fachkräfte stehen. Diese Arbeitskräfte fordern abwechslungsreiche und herausfordernde Projekte, Karrierechancen sowie regelmäßige Gehaltserhöhungen. Unternehmen müssen wachsen, um diese Anforderungen dauerhaft zu erfüllen.
- Abwehr von Substitution und Imitation: Die Gefahr der Substitution und Imitation besteht in allen Industrien und Märkten, weshalb Unternehmen diese dauerhaft vor allem durch Produktinnovation bekämpfen müssen. Um die notwendigen Ressourcen hierfür aufwenden zu können, müssen Unternehmen ihre Produkte in die Reifephase bringen, denn in dieser Phase sind die Margen am höchsten. Erst dann können Rücklagen für Produktinnovationen gebildet werden. Hierfür muss das Unternehmen in neue Ressourcen investieren, wodurch Unternehmenswachstum entsteht.
- Revitalisierung von Unternehmen in stagnierenden Märkten: Unternehmen, welche in nicht mehr wachsenden Märkten operieren, müssen ihr langfristiges Überleben durch Wachstum in neuen Märkten durch Innovation oder Diversifikation sichern.

Schnelles Wachstum in der E-Economy ist notwendig, wenn der Kundennutzen auf Netzwerkeffekten basiert oder wenn ein neuer Standard durchgesetzt werden soll.

## Externe Treiber des Wachstums
Alfred Rappaport nennt folgende, weitgehend extern verursachte Wachstumstreiber:
- Umsatzwachstum,
- Steigerung der Gewinnmarge,
- Steuerreduzierung,
- Lohnreduzierung, arbeitsparende Technologien,
- Fixkostenreduzierung, kapitalsparende Technologien,
- durchschnittliche Kapitalkosten,
- Verbesserung der Situation im Wettbewerb.

Diese Auflistung macht deutlich, dass erfolgreiches Wachstum nicht nur eine Leistung des Managements ist. Dennoch konzentriert sich die Diskussion der letzten Jahrzehnte auf die internen Erfolgsfaktoren.

## Unternehmenswachstum als Managementaufgabe
Das Unternehmenswachstum ist hinsichtlich seines Ergebnisses ein offener und unsicherer Transformationsprozess. Das Ergebnis wird durch unternehmensbezogene, umfeldspezifische (z. B. Wettbewerbssituation) sowie durch personengebundene Faktoren beeinflusst, jedoch zum großen Teil eines Gestaltungsaufgabe des Managements.
Unternehmenswachstum wird vor allem durch Netto-Investitionen und andere Maßnahmen der Unternehmens- und Geschäftsfeldentwicklung (Business Development) bewirkt. Dementsprechend ist die Planung des Wachstums eine grundlegende Aufgabe des Managements. Weiterhin muss der interne sowie der externe Kontext der Unternehmung als Entscheidungsgrundlage für die Allokation von Ressourcen zur Nutzung von Wachstumschancen analysiert werden.
Im Folgenden werden die grundlegenden Faktoren des internen Firmenkontextes (WER will Wachstum generieren?) und externen Firmenkontextes (WELCHE Chancen ergeben sich aus den Marktgegebenheiten?) sowie die für das Wachstum notwendigen Ressourcen (WAS fließt in den Wachstumsprozess ein?), die mit der Ressourcenallokation zusammenhängenden Management-Aufgaben (WIE wird das Management innerhalb des Wachstumsprozesses tätig?) und deren Output eines Wachstumsprojektes (WOFÜR werden Ressourcen und Betreuung verwendet?) beschrieben.
WER?
Eine Unternehmung kreiert Wachstum durch Wettbewerbsvorteile, durch welche sie im Stande ist, Produkte herzustellen und zu vertreiben, die Marktanteile generieren. Diese Wettbewerbsvorteile sind das Resultat von Ressourcen und Fähigkeiten, welche wiederum einer Unternehmensidentität entspringen. Diese Identität ist durch vier Faktoren gekennzeichnet:
1. Struktur/formale Systeme: Die Aufbau- und Ablauforganisation einer Unternehmung muss auf Wachstum ausgerichtet sein. Im Kern steht die Integration der für das Wachstum notwendigen Architektur, bestehend aus Entscheidungsrechten, Dispositionssystemen, Kernprozessen und Anreizsystemen.
2. Unternehmensziel: Formulierung eines Unternehmensziels, das Mitarbeitern Inspiration und Fokussierung gleichermaßen bietet, um ihre Bemühungen im Sinne des Unternehmenswachstums zu lenken.
3. Unternehmenskultur: Förderung von informellen Strukturen innerhalb der Unternehmung, um rasche Entscheidungen herbeizuführen sowie Herstellung von Fehlertoleranz, um unternehmerische Wagnisse zu fördern.
4. Unternehmenswerte: Unterstützung von Innovationsfreudigkeit und unternehmerischem Denken durch Initiativen und Vorbildfunktion des Managements.
WELCHE?
Unternehmen können Wachstumschancen auf zwei Wegen erkunden: Erstens durch eigene Anstrengungen, um Marktpotenziale zu identifizieren, zweitens durch Anpassungsdruck seitens eines dynamischen Marktumfelds. Die Chancen werden durch die folgenden drei Branchenfaktoren determiniert.
1. Neue Märkte und Marktgegebenheiten: Erkennen von alternierenden Marktgegebenheiten (neue Produktionsprozesse, rechtliche Vorgaben, Schwächen der Konkurrenten, Marktliberalisierung usw.) und Einleitung der adäquaten internen Adaptionsprozesse. Werden solche Chancen auch ohne strategische Planung rasch erkannt und genutzt, spricht man von opportunistischem Wachstum.
2. Neue Kunden und Kundenwünsche: Erkennen von neuen Kundengruppen und Erfüllen neuer Kundenwünsche.
3. Reagieren auf Aktionen der Wettbewerber: Erkennen und Lernen aus strategischen und operativen Aktionen der Wettbewerber.
WAS?
Insbesondere die folgenden vier Ressourcen sind zur Generierung von Unternehmenswachstum vonnöten.
1. Kapital: Vorfinanzierung zum Ausbau von Forschung und Entwicklung, Produktionskapazität, Werbung, Marketing, Vertrieb.
2. Externe Partner: Rekrutierung von Kapitalgebern, Zulieferern, Partnern, Ausweitung des Distributionsnetzes, After-Sales-Partner.
3. Interner Mitarbeiterstab: Einsatzplanung von Produktions- und Absatzkapazitäten.
4. Management-Ressourcen: Planung von für Wachstumsvorhaben zur Verfügung stehende Humanressourcen, Führung von Ressortleitungen, Implementierung von Anreizsystemen und Führungsleitlinien.
WIE?
Die hiermit verbundenen Aufgaben rund um den Wachstumsprozess folgen dem Dreiklang der Beschaffung, Koordinierung und Kontrolle der Wachstumsressourcen. Aufgrund des enormen Ressourcenbedarfs sind die internen und externen Ressourcen in Wachstumsphasen Knappheit unterworfen, weshalb insbesondere den Phasen der Koordinierung und der Kontrolle eine wichtige Funktion zukommt.
1. Beschaffung: Effiziente Beschaffung der notwendigen Ressourcen.
2. Koordinierung: Bewerkstelligung und Integration der Ressourcenallokation sowie flankierendes Risikomanagement.
3. Kontrolle: Einsatz der Ressourcen unter Effizienzbetrachtung in Hinblick auf Zielvorgaben.
WOFÜR?
Die zuvor abgeleiteten Wachstumschancen und die entsprechende Allokation von Ressourcen werden schließlich in Wachstumsprojekte überführt. Die folgenden Bestandteile stellen die grundlegenden Pfeiler eines Wachstumsprojektes dar.
1. Reichweite: Vorbereitung der Platzierung von Produkten/Dienstleistungen durch Aufbau von Kontakten und Kontaktpflege zu Kernzielgruppen.
2. Skalierbarkeit: Sicherstellung der notwendigen Skalierung von Produktion und Distribution durch Economies of Scale und Process (Re-)Engineering.
3. Marketing-/Vertriebskonzept: Aktivitäten rund um vertriebliche Maßnahmen sowie Markenbildung, Werbung und Platzierung im Handel.
4. Service: Auf- und Ausbau von produktergänzenden Services zum Zwecke der Kundenbindung und kontinuierlichem Revenue Stream.

### Strategien des Unternehmenswachstums
Im Folgenden werden vier grundlegenden Strategietypen (Verwandtschaft der Wertschöpfungssysteme, Ausweitung auf Produkt- und Regionenbasis, Multiplikation und Kooperation) beschrieben.
Unternehmenswachstum durch Verwandtschaft der Wertschöpfungssysteme
Neben den Möglichkeiten der Marktdurchdringung, Markterweiterung und Diversifikation können Wachstumsstrategien durch Übertragung von Wertschöpfungssystemen von den aktuell bestehenden auf neue Geschäftsfelder oder durch Neuentwicklung von Wertschöpfungssystemen für bestehende Geschäftsfelder betrieben werden.
In der Klassifikation der Wachstumsstrategien anhand der Verwandtschaft der Wertschöpfungssysteme der Geschäftsfelder werden drei Idealtypen unterschieden:
1. Konzentrisches Wachstum: Die neuen Geschäftsfelder sind dem angestammten Geschäftsfeld sowohl in den externen Beziehungen als auch in den internen Leistungsprozessen der Wertschöpfungssysteme sehr ähnlich.
2. Relationales Wachstum: Die neuen Geschäftsfelder weisen zwar unterschiedliche externe Beziehungen und unterschiedliche interne Leistungsprozesse auf, jedoch sind die Anforderungen an das Management sehr ähnlich wie an das Kerngeschäft.
3. Konglomerates Wachstum: Die neuen Geschäftsfelder unterscheiden sich sowohl in Bezug auf die externen Beziehungen als auch hinsichtlich der internen Leistungsprozesse sehr deutlich vom Kerngeschäft.
Andere Typologien unterscheiden zwischen horizontalem (in benachbarte Geschäftsfelder auf gleicher Produktionsstufe) und vertikalem Wachstum (in vor- und nachgelagerte Bereiche der Wertschöpfungskette).
Unternehmenswachstum durch Ausweitung der Produkt- und der Regionenbasis
Die Optionen der Ausweitung von Marktmöglichkeiten sind anhand ihrer beiden grundlegenden Elemente abzugrenzen: Über die Erweiterung der Produktbasis des Unternehmens sowie über die Erweiterung der Regionenbasis des Unternehmens. Die jeweiligen Möglichkeiten können mithilfe der Produkt-Markt-Matrix von Ansoff ausgelotet werden. In dieser wird Wachstum durch Marktdurchdringung (bestehende Märke und Produkte), Produktentwicklung (neue Produkte auf bestehenden Märkten), Markterweiterung (bestehende Produkte auf neuen Märkten) und Diversifikation (neue Produkte auf neuen Märkten) gegliedert.
Unternehmenswachstum durch multiplikatorische Strategien
Die multiplikatorischen Strategien fokussieren die Gestaltung der Distributionsform der Unternehmung in Form der indirekten Distribution. Multiplikation versteht sich als die Vervielfältigung von definierbaren Einheiten (ein existierendes Leistungsprogramm und zugehörige Zielgruppen) mit dem Ziel, unter Beibehaltung der vorhandenen Absatzmarktprogrammstruktur durch intensivere Marktpotenzialnutzung ein marktorientiertes Wachstum zu erreichen. Unter Einsatz dieser Strategie können die Grenzen in Hinblick auf die Geschwindigkeit der Expansion überwunden werden, indem Unternehmenswachstum durch den Verzicht auf die Absatzmittlerfunktion geschaffen wird. Diese Funktion wird durch Extensivierung der Leistungspotenziale an Drittanbieter mittels Franchising, Licensing oder Sub-Contracting abgelegt.
Unternehmenswachstum durch kooperative Strategien
Setzen Einzelunternehmen auf kooperative Strategien, fokussieren sie sich auf ihre jeweilige Kernkompetenz und gruppieren sich gemeinsam mit anderen Unternehmen zu einem unternehmerischen Netzwerk, um einzelne Leistungsbündel zu einem übergeordneten Angebot zu assimilieren und zu vertreiben. Die Vernetzung kann auf zwei Ebenen existieren: Erstens, auf einer horizontalen Ebene, in Form einer Vernetzung von verwandten Teilbranchen im Rahmen einer Branchengruppe. Zweitens, in einer vertikalen Vernetzung über verschiedene sektorale Bereiche hinaus.
Implementierung von Strategien des Unternehmenswachstums
Abgeleitet aus der Frage, mit welcher Strategie ein Unternehmen Wachstum generieren möchte, müssen die im Unternehmen verantwortlichen Personen die Implementierung der Strategieprogramme planen. Die Umsetzung der entsprechenden Wachstumsstrategien erfolgt durch die Akquisition von Ressourcen, Ressourcenkombinationen oder deren Rekombination.
Hierfür stehen dem Unternehmen drei grundsätzliche Möglichkeiten zur Verfügung:
1. Internes Wachstum: Rekombination vorhandener, aber bisher unverbundener Ressourcen innerhalb des Unternehmens zur Herstellung eines neuen strategischen Leistungspotentials.
2. Externes Wachstum: Akquisition bestehender Ressourcenbündel (Unternehmen, Geschäftseinheiten) außerhalb der Unternehmung und mögliche Eingliederung der Akquisition in das Unternehmen und Verschmelzung mit bestehenden Ressourcenbündeln.
3. Kooperatives Wachstum: Mischform aus internem und externem Wachstum unter Einbeziehung externer Partner. Verschmelzung von eigenen bereits bestehenden oder neuen Ressourcen mit den Ressourcen eines externen Partners. Die drei Grundformen des kooperativen Wachstums sind Joint Venture, Strategische Allianz und Unternehmens-Netzwerk.

## Phasen des Unternehmenswachstums anhand derGreiner-Kurve
Larry E. Greiner entwickelte 1972 während seiner Tätigkeit als Professor für Organizational Development an der University of Southern California ein evolutionäres Fünf-Phasenmodell zur Nachverfolgung von Wachstumsphasen von Unternehmen und Organisationen, das er später durch eine sechste Phase ergänzte. Nach der sogenannten Greiner-Kurve durchlaufen Organisationen sechs Wachstumsstadien in ihrer Unternehmensentwicklung.
1. Wachstum durch Kreativität: Charakteristisch für diese Phase von Start-up-Unternehmen ist die unternehmerische Art, Entscheidungen zu fällen, was formlose Kommunikationsformen, eine hohe intrinsische Motivation der Mitarbeiter und ein hohes Engagement der Mitarbeiter in Form von Anerkennung der „höheren Ziele“ des Unternehmens mit sich bringt. Die Phase wird meist durch eine Führungskrise beendet und leitet, bei Überwindung der Schwierigkeiten, die nächste Phase des Wachstums ein. Die Krise wird durch die formlose Art der Unternehmensführung hervorgerufen: Es müssen effizientere Produktionswege etabliert werden, um die steigenden Stückzahlen ausbringen zu können, es muss neues Kapital akquiriert werden, um in die notwendigen Ressourcen investieren zu können, und es müssen stärker formalisierte Strukturen und Prozesse etabliert werden.
2. Wachstum durch Führung: Unternehmen, welche ihre erste Führungskrise erfolgreich überwunden haben, bahnen sich durch eine gezielte Führung der Unternehmung ihren Weg des Wachstums in dieser zweiten Phase. Das Wirken der neuen Führung zeichnet sich durch eine funktionale Trennung einzelner Tätigkeiten aus (Marketing, Produktion usw.), es wird größerer Wert auf Controlling gelegt, wodurch die Mitbestimmung der Mitarbeiter sinkt (Command & Control). Mitarbeiter und Manager auf den unteren Hierarchieebenen fehlt es nun an Entscheidungskompetenz. Das Wachstum der Unternehmung stößt somit durch fehlende Autonomie der Mitarbeiter auf den unteren Hierarchiestufen an seine Grenzen.
3. Wachstum durch Delegation: Die dritte Phase wird eingeläutet durch die erfolgreiche Implementierung einer dezentralen Organisationsstruktur. Die Merkmale dieser Phase sind: Schulung und Kompetenzübergabe von Entscheidungen an niedrigere Hierarchieebenen, Ausrichtung der Anreizsysteme auf individuelle Leistungssteigerung, Management by Objectives, Etablierung von Profit Centern, Akquirierung und Integration von passenden externen Unternehmenseinheiten. Das mittlere Management kommt der Notwendigkeit der internen Abstimmung und damit einhergehendem Verzicht auf Entscheidungsgewalt nicht nach. Das Wachstum stößt damit durch fehlende Abstimmung einzelner Verantwortungsträger an seine Grenzen.
4. Wachstum durch Koordination: Die vierte Phase erreicht das Unternehmen durch stärkere Koordination. Diese erfolgt durch die organisatorische Neugruppierung in Produkt-/Kundengruppen. Durch zentralistisch gesteuerte Kontrollmechanismen aus dem Hauptsitz der Unternehmung wird ein höherer Grad an Abstimmung in den Niederlassungen forciert. Gemeinsam nutzbare Ressourcen werden den Profit Centern als unternehmensinterne Serviceleistungen zur Verfügung gestellt. Partnersysteme und Unternehmensbeteiligungen (etwa durch Aktienoptionen) binden die Mitarbeiter auf allen Hierarchieebenen an das Unternehmen. Durch die einseitige Berichterstattung und Anweisungen aus dem Hauptsitz stoßen regionale Niederlassungen an ihre Grenzen, die lokalen Kundenwünsche effizient und effektiv zu erfüllen.
5. Wachstum durch Kollaboration: Die fünfte Phase des Wachstums wird eingeläutet durch einen Abbau der Kontrollmechanismen und stärkere Wertlegung auf individuelle Entscheidungsfreiheit für Mitarbeiter. Soziale Kontrolle und Selbstmotivation ersetzen das rigide Regelwerk. Manager, die vormals verantwortlich für die Etablierung der Kontrollmechanismen zeichneten, müssen nun empathisch führen und hierfür geschult werden. Die Organisation der Unternehmung wird durch eine Matrixorganisation agiler, legt großen Wert auf Teamarbeit und integriert Experten in interdisziplinäre Teams. In dieser letzten Phase des Wachstums müssen Unternehmen wieder eine organisatorische und finanzielle Wachstumsgrenze überwinden.
6. Wachstum durch Allianzen: In dieser vorerst letzten Phase wird Unternehmenswachstum durch Allianzen erzielt. Unternehmen sind in ihrem organisationalen Reifegrad an ihr Maximum gestoßen und können kein organisches Wachstum auf effizientem Wege erzielen. Mitarbeiter sind mit der hohen Belastung, welche aus intensiver Teamarbeit und dauerhaftem Innovationszwang entstehen, überfordert und weitere Geschäftsmodelle können nicht wertfördernd integriert werden. Aus diesem Grunde formen bereits effizient arbeitende, unabhängige Unternehmen Allianzen, um Marktanteile virtuell zu sichern und die Schwelle für neue Markteintritte zu erhöhen.
Greiner selbst stellt allerdings die Tauglichkeit seines Modells für die unternehmerische Praxis zumindest zu Teilen infrage. Es wird deutlich, dass Unternehmen zwar ihren aktuellen Reifegrad erkennen können, jedoch ist oft unklar, ob sie bereits an der Schwelle einer Wachstumsgrenze stehen und demgemäß Handeln müssen. Zudem ist erkennbar, dass mit fortschreitendem Reifegrad stets neue Probleme entstehen, die adäquaten Handlungsoptionen aber abnehmen, wodurch zukünftige Handlungsweisen von wachsenden Unternehmen für Wettbewerber und Disruptoren stark vorhersehbar werden.

## Grenzen des Unternehmenswachstums, Risiken und Kritik
Die Betriebswirtschaftslehre als Wissenschaft erhält ihre wegweisenden Impulse aus der Praxis. Dies gilt auch für die betriebswirtschaftliche Wachstumstheorie. Für den Großteil der Manager stellt das Unternehmenswachstum ein dominantes Unternehmensziel dar. Dabei wird implizit, teilweise aber auch explizit davon ausgegangen, dass höheres Unternehmenswachstum zu höherem Unternehmenserfolg führt. Das Wachstum wird in Verbindung gebracht mit Größenvorteilen, steigender Attraktivität für Humanressourcen und Kapitalanleger sowie einer höheren Marktmacht. Die geringe Anzahl an empirischen Studien und die ihnen zugrundeliegende Hypothesen stützen sich meist auf die Ressourcentheorie – eine zweifelsfreie Beweisführung existiert allerdings nicht.
Im Gegensatz zu den angenommenen positiven Auswirkungen des Unternehmenswachstums auf den Unternehmenserfolg zeigen alternative empirische Studien auf, dass Unternehmenskrisen in den meisten Fällen auf missglückten Wachstumsinitiativen gründen. Obwohl ein profitables Unternehmenswachstum den meisten Unternehmen als Leitmotiv dient, gelingt es nur wenigen dieser Unternehmen, langfristig profitabel zu wachsen. Die Kernproblematik eines schlecht gesteuerten Unternehmenswachstums entspringt drei wechselseitig voneinander abhängigen Variablen: Erstens, Raum-Differenzen (z. B. beim Sprung auf Exportmärkte). Zweitens, Humankapital-Differenzen (z. B. durch Qualifikationen, die den Anforderungen nicht mehr standhalten). Drittens, Leadership-Differenzen (z. B. durch Führungsmethoden, die einer notwendig dezentralisierten, weil in verschiedenen Geschäftsfeldern wachsenden Organisation nicht mehr angemessen sind). Misslingt der Organisation die Überwindung dieser Differenzen, hat dies zur Folge, dass die Qualität der operativen Geschäftstätigkeit, basierend auf mangelhaft skalierten Strukturen, Systemen und Prozessen, ungenügend ist. Dem Unternehmen droht eine Ressourcenknappheit einhergehend mit unprofitablem Wachstum.
Festzustellen ist auch, dass viele langsam wachsende Unternehmen, die auf die Aufnahme von Fremdkapital verzichten, auch in Phasen des Absatzrückgangs Gewinne erzielen und ihr Eigenkapital dadurch stärken. Dazu gehören deutsche mittelständische Unternehmen ebenso wie viele japanische Unternehmen. Nachhaltigkeit und schnelles Wachstum korrelieren also nicht unbedingt miteinander. Insbesondere wird durch Wachstum mit Hilfe von Fremdkapital die Autonomie des Unternehmens bzw. Kontrolle der Eigentümer gefährdet (sog. growth vs. control-Konflikt). Insbesondere Start-up-Gründer und Familienunternehmen können durch Venture Capital-Geber, Banken und andere Kapitalgeber Kontrolleinbußen und der Verwässerung ihrer Kapitalanteile ausgesetzt sein.
Aber auch die kumulierten negativen externen Effekte von schnellem Unternehmenswachstum z. B. in Form von übermäßiger Ressourcenvernichtung sind in den letzten Jahrzehnten in den Fokus der Kritik gerückt.
- Siehe dazu: Grenzen des Wachstums